# ديفيس روميرو
ديفيس روميرو (بالإسبانية: Davis Romero)‏ هو لاعب كرة قاعدة بنمي، ولد في 30 مارس 1983 في محافظة كوكلي في بنما.

## وصلات خارجية
- ديفيس روميرو على موقع دوري كرة القاعدة الرئيسي (الإنجليزية)
- ديفيس روميرو على موقعبيزبول رفرنس.كوم (الدوري الرئيسي) (الإنجليزية)
- ديفيس روميرو على موقعبيزبول رفرنس.كوم (الدوري الثانوي) (الإنجليزية)
- ديفيس روميرو على موقع إي إس بي إن.كوم (أم.أل.بي) (الإنجليزية)
- ديفيس روميرو على موقع مشجعي الرسوم البيانية (الإنجليزية)